# Matti Breschel

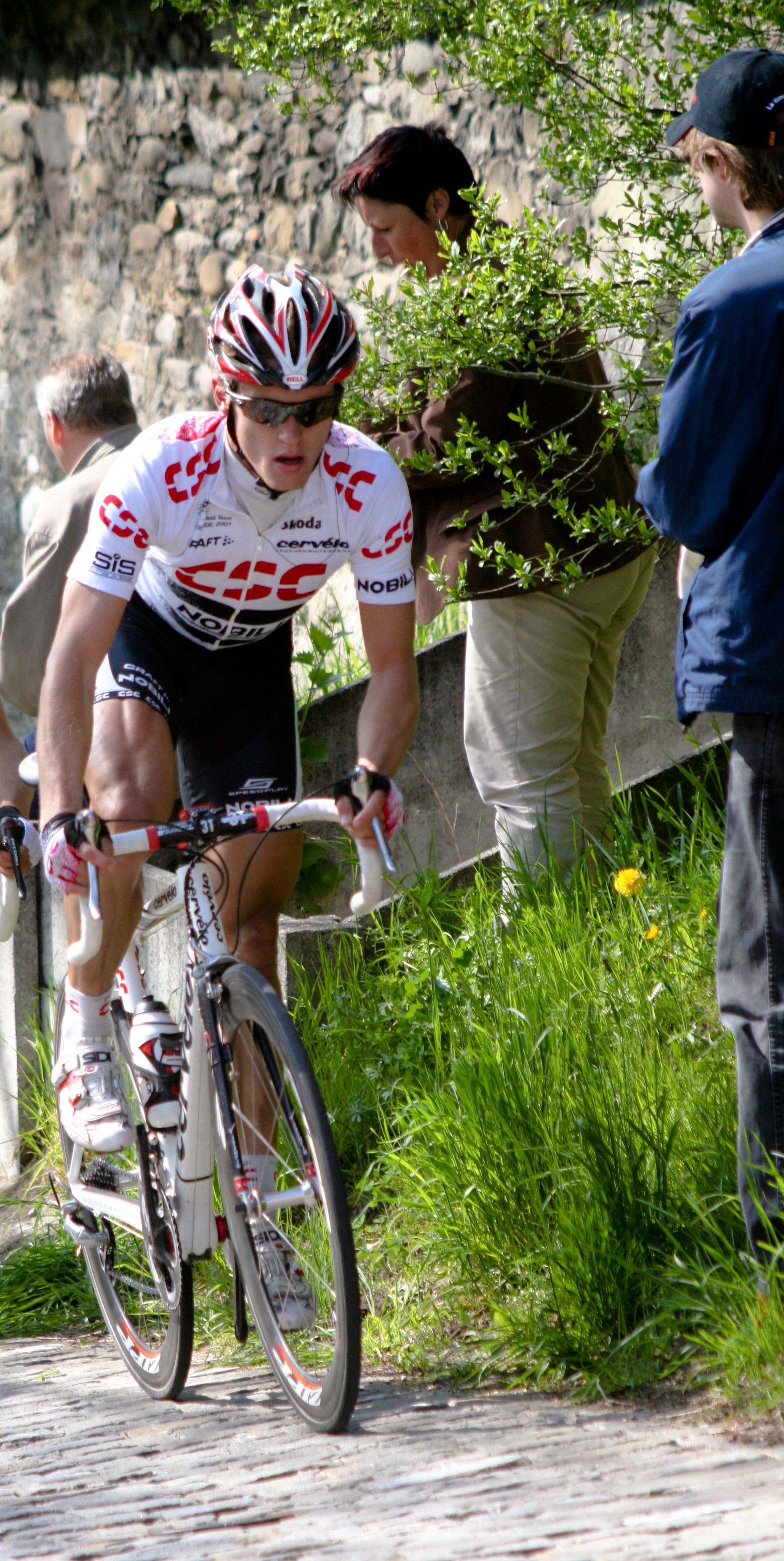
Matti Breschel al Tour de Romandia 2008, a Fribourg.

Matti Breschel (Ballerup, 31 d'agost de 1984) és un ciclista danès, professional des del 2005. Amb una bona punta de velocitat destaca com a esprintador.
El 2005, el primer any com a professional, Breschel finalitza en 2a posició al Tour de Qatar i 3r al Campionat de Dinamarca en ruta. El 2006 va ser un mal any, ja que una caiguda durant la disputa de l'esprint de la Driedaagse van West-Vlaanderen, al mes de març, va provocar-li una fractura de dues vèrtebres, cosa que va fer que passés la major part de l'any recuperant-se. Cal esperar el 2007 per veure la seva primera victòria com a professional en una etapa de la Volta a Dinamarca.
El 2008, després d'aconseguir algunes victòries en proves menors, a l'agost va acabar segon al Campionat nacional en ruta, sols superat per Nicki Sørensen. Al setembre va aconseguir una etapa a la Volta a Espanya i a finals d'octubre la 3a posició i medalla de bronze al Campionat del Món de ciclisme, per darrea dels italians Alessandro Ballan i Damiano Cunego.

## Palmarès
- 2002
  - 1r als Tres dies d'Axel
- 2004
  - 1r al Giro del Canavese
  - Vencedor d'una etapa del Circuit de les Ardenes
- 2007
  - Vencedor d'una etapa de la Volta a Dinamarca
  - Vencedor d'una etapa de la Volta a Irlanda
- 2008
  - 1r al Commerce Bank International Championship
  - Vencedor d'una etapa a la Volta a Espanya
  - Vencedor d'una etapa de la Ster Elektrotoer
  - Vencedor de 2 etapes de la Volta a Dinamarca
  -  3r al Campionat del Món de ciclisme
- 2009
  -  Campió de Dinamarca de ciclisme en ruta
  - Vencedor d'una etapa de la Volta a Catalunya
  - Vencedor d'una etapa de la Volta a Luxemburg
  - Vencedor d'una etapa de la Volta a Suïssa
  - Vencedor d'una etapa de la Volta a Dinamarca
- 2010
  - 1r a A través de Flandes
  - Vencedor d'una etapa de la Volta a Dinamarca
- 2012
  - Vencedor d'una etapa a la Volta a Burgos
- 2013
  - Vencedor de 2 etapes de la Volta a Dinamarca
- 2014
  - 1r a la Volta a Luxemburg vencedor de 2 etapes
- 2015
  - Vencedor de 2 etapes de la Volta a Dinamarca

### Resultats a la Volta a Espanya
- 2008. 82è de la classificació general. Vencedor d'una etapa
- 2009. 68è de la classificació general
- 2011. Abandona (6a etapa)
- 2012. 159è de la classificació general

### Resultats al Giro d'Itàlia
- 2007. 120è de la classificació general
- 2013. No surt (12a etapa)
- 2019. Abandona (4a etapa)

### Resultats al Tour de França
- 2010. 142è de la classificació general
- 2016. Abandona (14a etapa)